# Breganze bianco superiore
Il Breganze bianco superiore è un vino DOC la cui produzione è consentita nella provincia di Vicenza.

## Caratteristiche organolettiche
- colore: giallo paglierino
- odore: vinoso, delicato, intenso
- sapore: asciutto, rotondo, fresco di corpo, con o senza presenza gradevole di legno

## Produzione
Provincia, stagione, volume in ettolitri
- nessun dato disponibile